# Каваи (посёлок)
Каваи (яп. 河合町 Каваи-тё:) — посёлок в Японии, находящийся в уезде Китакацураги префектуры Нара. Площадь посёлка составляет 8,27 км², население — 17 969 человек (1 августа 2014), плотность населения — 2172,79 чел./км².

## Географическое положение
Посёлок расположен на острове Хонсю в префектуре Нара региона Кинки. С ним граничат посёлки Одзи, Каммаки, Корё, Икаруга, Андо, Каваниси, Мияке.

## Население
Население посёлка составляет 17 969 человек (1 августа 2014), а плотность — 2172,79 чел./км². Изменение численности населения с 1980 по 2005 годы:
| 1980 | 15 793 чел. |  |
| 1985 | 18 105 чел. |  |
| 1990 | 19 408 чел. |  |
| 1995 | 19 903 чел. |  |
| 2000 | 20 126 чел. |  |
| 2005 | 19 446 чел. |  |

## Символика
Деревом посёлка считается камелия сасанква, цветком — адонис амурский.